# Земля Крокера

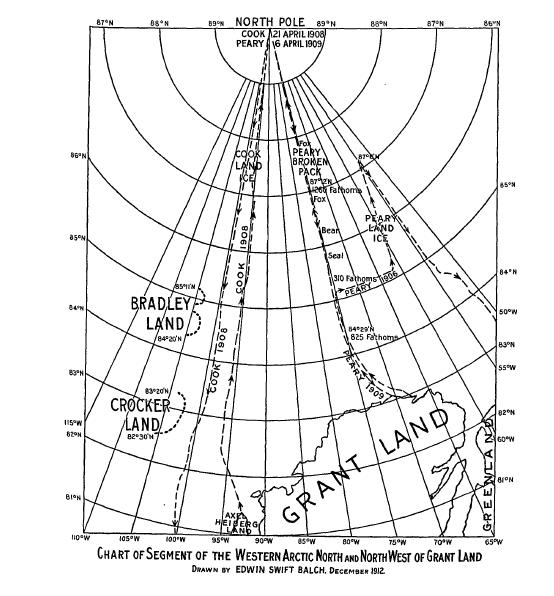
Предполагаемое расположение Земли Крокера и земли Брэдли

Земля Крокера (англ. Crocker Land) — несуществующая суша в Северном Ледовитом океане, расположенная к северо-западу от оконечности мыса Томаса Хаббарда.
Название было предложено американским исследователем Робертом Пири во время посещения им острова Аксель-Хейберг в 1906 году. Стоя на скалистом берегу мыса Томаса Хаббарда и разглядывая в бинокль горизонт моря, путешественник сумел разглядеть снежные вершины некоего острова, который он предложил назвать в честь покойного члена Арктического клуба Пири Джорджа Крокера. «В воображении я ступал по его берегам и взбирался на его вершины, хотя я знал, что это удовольствие может быть только для другого и в другое время» — позже описывал своё ощущение полярный исследователь. По оценке Пири, земля располагалась примерно в 120 милях к северо-западу от него, в точке с координатами 83° с. ш., 100° з. д. (83° с. ш. 100° з. д.). Несуществование Земли Крокера было доказано в ходе арктической экспедиции 1914—1917 годов под руководством Дональда Макмиллана — бывшего сотрудника Р. Пири, участника его экспедиции к Северному полюсу. Окончательно теория существования арктических земель была опровергнута Арктической экспедицией Макгрегора в 1937—1938 годах.

## Экспедиция

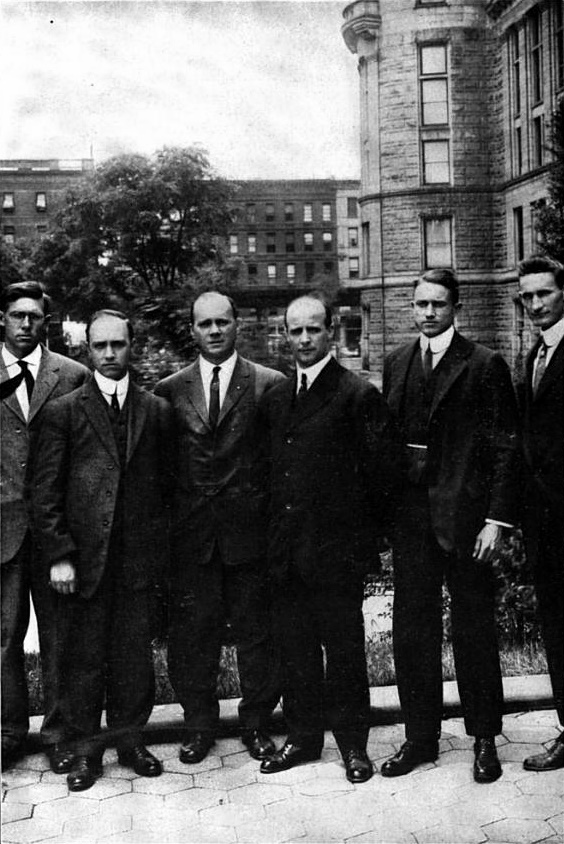
Участники экспедиции — Харрисон Хант (Harrison J. Hunt, врач), Морис Танкуэри (Maurice Cole Tanquary, зоолог), Элмер Экбло (Elmer Ekblaw), Дональд Макмиллан (Donald B. MacMillan), Фицхью Грин (Fitzhugh Green) и Дж. Аллен (J. L. Allen)

К поискам загадочной земли, в которой, по слухам, могли быть горячие источники и скрываться неизвестное племя аборигенов, было предложено вернуться несколько лет спустя, когда более насущные задачи — открытие Северного полюса, исследование Гренландии и острова Элсмир были наконец завершены. В 1913 году была организована экспедиция (известная как Crocker Land Expedition), организованная Американским музеем естественной истории при финансовой поддержке Американского географического общества, Арктического клуба Пири и нескольких частных лиц.
Главой экспедиции был назначен Дональд Б. Макмиллан, ранее сопровождавший Пири. Его помощник Элмер Экбло (Elmer Ekblaw) из Университета Иллинойса был выбран в качестве специалиста по геологии и ботанике; ещё один помощник, физик и инженер Фицхью Грин (Fitzhugh Green) отвечал за составление карт, а также метеорологические и сейсмологические исследования. Участие в экспедиции также приняли военный врач Харрисон Хант (Harrison J. Hunt) и зоолог Морис Танкуэри (Maurice Cole Tanquary). Проводником и переводчиком был выбран эскимос Миник Уоллес (Minik Wallace), которого в 1897 году привёз в Нью-Йорк Роберт Пири.
Судно Дайана (Diana), на котором команда покинула Нью-Йорк в июле 1913 года, село на мель у побережья Лабрадора (согласно документам, вследствие алкогольного опьянения капитана) и организаторы были вынуждены зафрактовать новое судно Эрик (Erik). В августе того же года команда высадилась на берег возле эскимосского посёлка Иита в Гренландии — этот, на тот момент самый северный населённый пункт в мире, был выбран в качестве базы. Согласно плану, дальнейшее продвижение через пролив Смита, остров Элсмир, пролив Эврика (разделяет острова Элсмир и Аксель-Хейберг) и далее по морю до пункта назначения планировалось на собаках зимой, когда льды наиболее прочные.
Первая попытка, в которой в общей сложности приняло участие 24 человека (включая 19 эскимосов-проводников, врача и зоолога) была предпринята в феврале 1914 года. Спустя 2 дня группа была вынуждена вернуться, поскольку несколько проводников заболели свинкой. Более продуктивной оказалась вторая попытка, предпринятая 11 марта — на этот раз троих полярников сопровождали 7 эскимосов. В общей сложности она продолжалась почти 2 месяца и закончилась в первых числах мая. Когда команда находилась на вершине ледника на Элсмире, назад был отправлен Экбло, у которого обморозились ноги; Грин и 4 эскимоса сопроводили его на базу и вернулись назад, догнав Макмиллана в начале апреля в районе мыса Томаса Хаббарда, откуда в 1906 году Пири первым увидел остров. Не сумев обнаружить оставленную им груду камней и не увидев вдали вершины острова, они всё же решили двигаться в заданном направлении.
C 13 по 24 апреля оставшаяся часть экспедиции — Макмиллан, Грин и два эскимоса — двигались по льду Северного Ледовитого океана в сторону предполагаемого острова, преодолевая 30-градусный мороз, пургу, многочисленные снежные наносы и разводья. Во время измерения глубины в одном месте привязанный к линю ледоруб дошёл до глубины 2000 морских саженей (более 3600 м), но так и не достиг дна. В течение 5 часов путешественники медленно сматывали трос, прежде чем он лопнул и груз затонул. В один день — 21 апреля — Грин и Макмиллан с высоты очередного снежного наноса наконец увидели землю, которая растянулась вдоль горизонта на 120 градусов, однако это видение оказалось всего лишь миражом. 23 апреля Макмиллан наконец определил по солнцу их точное расположение (на это ушла значительная часть дня) и пришёл к выводу, что группа удалилась значительно дальше, чем планировалось — на 150 миль вместо 120. На следующий день, так и не обнаружив признаков острова на горизонте, экспедиционеры вынуждены были повернуть назад.
Ясная морозная погода благоприятствовала обратному пути, и спустя 4 дня спутники достигли мыса Томаса Хаббарда, где наконец обнаружили груду камней и записку, оставленную Пири. Глянув в указанном в ней направлении, полярники также, как и Пири, увидели вершины острова, при этом им даже не понадобилась оптика. Дальнейший путь оставшихся участников экспедиции разделился. Грин в компании одного из эскимосов по имени Пи-а-вах-ту (Pee-a-wah-to) в течение трёх дней должен был исследовать западное побережье острова Аксель-Хейберг, в то время как Макмиллан в одиночку отправился на мыс Колгейт (Cape Colgate) в северной части острова Элсмер, где планировал найти и забрать записи, оставленные норвежским океанографом Харальдом Свердрупом. Спустя сутки сильный шторм вынудил Макмиллана отложить дальнейший поход, и он, организовав в снегу убежище, принялся ждать Грина и Пи-а-вах-ту на обратном пути. Однако назад вернулся лишь Грин. В ходе разговора Макмиллан выяснил, что Грин убил эскимоса в результате ссоры, возникшей после гибели двух собак. Вернувшись в Ииту, экспедиторы объявили местным жителям о несчастном случае, в результате которого погиб их соплеменник. Организаторы экспедиции узнали правду о случившемся лишь год спустя.

## Окончание экспедиции и итоги
Участники экспедиции сделали вывод, что Пири видел не остров, а одну из разновидностей миража — фата-моргану. Вот как описывает собственное видение Макмиллан с того же места, откуда делал свои записи Роберт Пири:

Стоя за грудой камней, Пири увидел и записал, что Земля Крокера находится в 120 милях к северо-западу от него. Мы посмотрели в том же направлении при чистом горизонте. Оптики не понадобилось. Земля была везде! Если бы мы не вернулись только что из-за этого горизонта, мы бы точно так же, как Пири, вернулись в нашу страну и сообщили об острове.
Оригинальный текст (англ.)
Standing behind this cairn, Peary saw and reported Crocker Land to lie 120 miles due northwest. We looked toward the distant horizon. Glasses were not necessary. There was land everywhere! Had we not just come from far over the horizon we would have returned to our country and reported land as Peary did.

Несмотря на неудачу в основной цели — поиске острова, экспедиция продолжила свою работу. В 1914 и 1915 годах были исследованы оставшиеся части острова Элсмир, путешественники поднялись на вершину ледника в Гренландии. Первая попытка снять команду в 1915 году закончилась неудачей — прибывший за ними пароход Клуит (Cluett) на обратном пути застрял во льдах и путешественникам пришлось вернуться в Ииту. В поисках помощи Грин с проводниками отправился на юг Гренландии и достиг датского посёлка, где узнал о начале мировой войны и по этой причине невозможности нанять спасательную экспедицию. В июле 1916 года ему наконец удалось выехать в Данию и зафрахтовать судно Дэнмарк (Danmark), однако оно так никогда не достигло севера Гренландии. Наконец, оставшиеся на острове исследователи были спасены прибывшим за ними пароходом Нептун (Neptune) 29 июля 1917 года, через 4 года после начала экспедиции.
Теория о существовании Земли Крокера окончательно опровергнута Арктической экспедицией Макгрегора в 1937—1938 годах.
Несмотря на то, что отсутствие земли Крокера надёжно доказано с помощью аэрофотосъёмки, некоторые псевдонаучные организации до сих пор спекулируют на этом названии.